# Gillis William Long
Gillis William Long (Winnfield, 4 maggio 1923 – Washington, 20 gennaio 1985) è stato un politico statunitense, membro della Camera dei Rappresentanti per lo stato della Louisiana dal 1963 al 1965 e poi nuovamente dal 1973 al 1985.

## Biografia
Nato a Winnfield, Gillis fu membro dell'importante dinastia politica dei Long. Due suoi cugini, Huey ed Earl furono governatori della Louisiana, suo cugino George fu deputato, mentre la moglie e il figlio di Huey, Rose e Russell, furono senatori.
Si iscrisse all'Università statale della Louisiana per studiare giurisprudenza, ma interruppe gli studi arruolandosi nell'esercito per combattere durante la seconda guerra mondiale. Si congedò nel 1947 col grado di capitano, dopo essere stato insignito della Bronze Star Medal e del Purple Heart ed aver partecipato al processo di Norimberga.
Rientrato a casa, sposò Catherine Small, dalla quale ebbe due figli e completò il college ottenendo la laurea in giurisprudenza.
Entrato in politica con il Partito Democratico, nel 1962 fu eletto deputato alla Camera dei Rappresentanti.
Nel 1963 si candidò alla carica di governatore, ma si piazzò solo terzo nelle primarie. Nel 1964 chiese un secondo mandato da deputato agli elettori, ma fu sconfitto nelle primarie democratiche dal cugino segregazionista Speedy Long. Nel 1971 si candidò nuovamente alla carica di governatore della Louisiana, piazzandosi ancora terzo nelle primarie, che furono vinte da Edwin Edwards.
Nel 1972, quando Speedy Long lasciò il Congresso, Gillis si candidò nuovamente per il suo vecchio seggio e fu eletto. Negli anni seguenti venne riconfermato dagli elettori per altri sei mandati.
Il 20 gennaio del 1985 fu colto da arresto cardiaco e morì mentre era ancora in carica. Nello stesso giorno era fissato il secondo insediamento di Ronald Reagan e, in apertura della cerimonia, il Presidente dedicò un momento di silenzio alla memoria di Gillis Long.
Come da prassi, furono indette delle elezioni speciali per assegnare il seggio di Long ad un nuovo deputato; la competizione fu vinta dalla vedova Catherine, che portò a termine il mandato incompiuto del marito per poi ritirarsi a vita privata.